# フォレスタル (企業)
フォレスタル（The Forestal Land, Timber and Railways Company Limited）は、かつて存在した皮なめし剤メーカー。1969年スレイター・ウォーカー銀行に買収された。このときスレイターが30％支配していたBarrow, Hepburn and Gale がフォレスタルと取引関係にあって、それがビッドのきっかけとなった。買収当時の経営顧問はシュローダーであった。

## 概要
フォレスタルは自社が保有する広大な土地でケブラチョ・ミモザ・ワトルからタンニンを含有する原料エキスを採取していた。母体は19世紀末から経営されていたが、1906年新規に起業されエミール・デルランジェなどが参加した。8月ウィンチェスター・パレスで行われた法定会合で、チャールズ・ギュンター（Charles Eugene Gunther）が会長となり、エミールやポルタリス家が重役となった。フォレスタル株は1913年に会長となるエミールの引受で古くから公開されていた。
フォレスタルは第一次世界大戦前夜にアルゼンチンと北米で事業拡大するため増資をしたが、そのときにセルボーン伯爵とルカ卿が重役となった。大戦中はロイド一族などが支部に送られた。1916年、エミールは会長職をウェンロック男爵に譲り、戦中自らは副会長に留まった。1930年、フォレスタルはHumphreys, Percival, Ellis (1926) Limited を吸収合併した。フォレスタルは世界恐慌においても優先株の配当が続けられた。ワトルへ進出したころ重役だったジョージ・テイラーは、後にロンドン・アンド・サウスアメリカの副会長となったが、スレイターに買収された時点でフォレスタルの会長でもあった。第二次世界大戦後は合成皮革との競争でじり貧となり、1957年から経営多角化したが、傘下企業に対する支配力は5％未満であった。

## 過保護
ケブラチョという木は水に浮かないほど重く、また分布が非常に疎である。フォレスタルの鉄道が運搬に利用された。出典の社史に掲載された写真を見るかぎり、現場作業は家畜を使った肉体労働である。貴族が庇護した産業としては異例である。フォレスタルは公共事業でもないのに情報時代の入口まで守られ続けた。理由は考えられる。
一つ、フォレスタルは戦争が起こるような起業地（グランチャコ）で、政治基盤となるほど人海戦術的な雇用を生んでいた。もっともケブラチョは苗から育つのに百年ほどかかるので、これを採り尽くして1953年から撤退を始めた。社史の書かれたころは根から掘っていた。二つ、フォレストは第一次世界大戦以前に販売網をドイツ帝国にもっていた。かねてより創業者の一人ヘルマン・レナー（Hermann Renner）がハンブルクに自己名義の会社（Gerb- und Farbstoffwerke, H. Renner & Co.）をもっており、これがフォレストの営業に活躍した。本部はエルランジェ商会に置かれていたが、大戦で貿易が制限されるまでレナー社に任せていた。この間、レナー社がハパックロイドに関係した可能性がある。三つ、フォレスタルは旧植民地ケニヤ・南アフリカ共和国・ジンバブエにも事業展開していた。四つ、ピューリタンとユグノーがそれぞれ興したボストンとベルリンの天然皮革産業と運命を共にしていた。

## クラシカル・ビッド
1962年にエミールの息子ジェラールが会長へ就任した。このとき製品需要が慢性的に落ち込み生産力の半分ほどしか出荷できていなかった。地味にアルゼンチン・ペソの通貨下落も響いた。フォレスタルはジェラール就任まで7年ほど、アルゼンチン・南アフリカ・ローデシア・ケニア各政府および関係政府の支援で合理化に努めた。苦境を打開するため経営の多角化も進めていた。金属細工業のクリックシャンク（Cruickshank）、塗料乾燥業のグリンドレイ（Grindley）、食品製造業のイヴ（V. W. Eves）、その他数社を買収した。クリックシャンクは水処理に専門化して成功した。しかし、フォレスタルはグループの中小企業を育てる資金力に限界を感じた。会社の清算は難しかった。まずグループが法律・為替管理制度の異なる世界各地に分布していたので、清算には技術的な問題があった。そしてフォレスタル自身がなめし剤の世界シェアを支配していたので、解散声明を出すと事業売却で買い手のつかなくなる危険もあった。そこへロスチャイルドがジム・スレイターとウォーカー男爵の代理人として買収を打診したのである。
フォレスタルを買収したスレイターは仕分けに入った。ロンローのタイニー・ローランドと話して、東部・中央アフリカの皮なめし剤製造業を250万ポンド分のロンロー株に交換した。次に南ア事業（ナタル・タンニング）はスレイター・ウォーカーの現地支社が買収した。同支社はPhilips Brocklehurst も買収したが、それはアイザック・ウルフソンが率いるドレイグ（Drages）コングロマリットの一翼であった。そしてアルゼンチン事業は、雑多な資産を現金で売却してから、フォレスタル出身者に権限を与えて事業を続けさせた。それをローヌ・プーラングループの同業者と合併、1970年1月ユニタンを開業させた。スレイターはユニタンの50％を支配した。また、ロンローなどと合弁でフォレスタル・インターナショナルをロンドンに設立した。

## 本国よりハノーファー
英国内の目ぼしい事業は三つあり、スレイターは継承せず、ばらばらに売却された。化学部門は水処理技術ライセンス元のW. R. Grace and Company へ。クリックシャンクはM&T Chemicals へ。健康食品部門はBooker–McConnell へそれぞれ売られた。本社土地建物は教会資産管理委員会に買ってもらった。ディットンは更地にして売った。
フォレストのドイツグループにはゲブルダー・ミュラーとドイチェ-コロニアーレの二社があった。これらはスレイターのドイツ支社をつくる土台となった。出典の著者は英独間で事業のあつかいに格差のある点について、何も述べていない。
いわゆる英国病の原因として、フォレスタルのような天然皮革産業やランカシャーの軽工業が時代に取り残されたというだけでなく、欧州統合へ突き進むドイツ・フランスに国際金融家の食指がのびたことも指摘できる。1973-74年のセカンダリー・バンキング危機で、スレイター・ウォーカーはイングランド銀行からベイルアウトを受けた。